# Terytorium autonomiczne
Niektóre z zamieszczonych tu informacji od 2019-07 wymagają weryfikacji.
Dokładniejsze informacje o tym, co należy poprawić, być może znajdują się w dyskusji tego artykułu.
 Po wyeliminowaniu niedoskonałości należy usunąć szablon [[Szablon:Dopracować|]] z tego artykułu.
Terytorium autonomiczne – fragment obszaru państwa dysponujący autonomią, czyli znaczną swobodą w kształtowaniu swojej polityki wewnętrznej, niekiedy również zagranicznej, zwłaszcza w kontraście do standardowych nieautonomicznych prowincji stanowiących dane państwo. Wiele oficjalnie lub nieoficjalnie zdecentralizowanych państw (jak np. Hiszpania) przyznaje swoim terytorialnym podmiotom tak szeroki zakres suwerenności wewnętrznej (zwłaszcza w obszarze szkolnictwa ze szczególnym naciskiem na korzystanie z regionalnego języka), że przypominają one autonomie; jednocześnie zaś deklarowana przez władze krajów takich jak Chiny czy Rosja autonomia niektórych regionów czy republik składowych przez krytyków uważana jest w praktyce za fikcję i przejaw politycznej manipulacji.
Poniższa lista terytoriów autonomicznych uwzględnia jedynie obszary będące integralnymi częściami państw, do których przynależą – brak zatem posiadających autonomię nieinkorporowanych terytoriów zależnych.

## Wybrane terytoria autonomiczne
| Państwo                           | Status Termin oryginalny/Tłumaczenie                             | Terytorium/Terytoria | źródło |
| --------------------------------- | ---------------------------------------------------------------- | --- | ------ |
| Azerbejdżan                       | muxtar respublika republika autonomiczna                         | Nachiczewańska Republika Autonomiczna | [ 1 ]  |
| Chińska Republika Ludowa          | 自治区 (zìzhìqū) region autonomiczny                             | Kuangsi · Mongolia Wewnętrzna · Ningxia · Tybet · Sinciang | [ 2 ]  |
| Chińska Republika Ludowa          | 特别行政区 (tèbié xíngzhèngqū) specjalny region administracyjny  | Hongkong · Makau | [ 2 ]  |
| Chińska Republika Ludowa          | 族自治州 (zìzhìzhōu) prefektura autonomiczna                     | Bayingolin • Bortala • Changji • Chuxiong • Dali • Dehong • Dêqên • Enshi • Gannan • Garzê • Golog • Gyêgu • Haibei • Hainan • Haixi • Honghe • Huangnan • Ili • Kizilsu • Liangshan • Linxia • Ngawa • Nujiang • Qiandongnan • Qiannan • Qianxinan • Wenshan • Xiangxi • Xishuangbanna • Yanbian | [ 2 ]  |
| Chińska Republika Ludowa          | 族自治县 (zìzhìxiàn) powiat autonomiczny                         | 117 powiatów autonomicznych | [ 2 ]  |
| Chińska Republika Ludowa          | 自治旗 (zìzhìqí) chorągiew autonomiczna                          | Evenki • Morin Dawa • Oroqen |        |
| Filipiny                          | region autonomiczny                                              | Muzułmańskie Mindanao | [ 4 ]  |
| Finlandia                         | itsehallinnollinen maakunta prowincja autonomiczna               | Wyspy Alandzkie | [ 5 ]  |
| Grecja                            | region autonomiczny                                              | Góra Athos | [ 6 ]  |
| Gruzja                            | avtonomiuri respublika republika autonomiczna                    | Abchazja · Adżaria | [ 8 ]  |
| Indonezja                         | daerah istimewa region specjalny                                 | Aceh · Papua · Papua Barat· Papua Barat Daya·Papua Pegunungan· Papua Tengah· Papua Selatan· Yogyakarta | [ 9 ]  |
| Irak                              | okręg autonomiczny                                               | Kurdystan | [ 10 ] |
| Izrael                            | region autonomiczny Państwo nieuznawane                          | Palestyna (Autonomia Palestyńska) |        |
| Korea Południowa                  | teukbyeol jachido prowincja autonomiczna                         | Czedżu | [ 11 ] |
| Mauritius                         | prowincja autonomiczna                                           | Rodrigues | [ 12 ] |
| Mołdawia                          | unitate teritorială autonomă autonomiczny podmiot terytorialny   | Gagauzja · Naddniestrze | [ 5 ]  |
| Nikaragua                         | regione autónoma region autonomiczny                             | Wybrzeże Karaibskie Północne – Wybrzeże Karaibskie Południowe | [ 14 ] |
| Papua-Nowa Gwinea                 | prowincja autonomiczna                                           | Wyspa Bougainville’a (do 2027) | [ 15 ] |
| Portugalia                        | região autónoma region autonomiczny                              | Azory · Madera | [ 5 ]  |
| Rosja                             | республика; riespublika republika                                | Adygeja · Ałtaj · Baszkortostan · Buriacja · Chakasja · Czeczenia · Czuwaszja · Dagestan · Inguszetia · Jakucja · Kabardo-Bałkaria · Kałmucja · Karaczajo-Czerkiesja · Karelia · Komi · Mari El · Mordowia · Osetia Północna · Tatarstan · Tuwa · Udmurcja                                        | [ 5 ]  |
| Rosja                             | автономная область; awtonomnaja obłast´ obwód autonomiczny       | Żydowski Obwód Autonomiczny | [ 5 ]  |
| Rosja                             | автономный округ; awtonomnyj okrug okręg autonomiczny            | Chanty-Mansyjski Okręg Autonomiczny – Jugra · Czukocki Okręg Autonomiczny · Jamalsko-Nieniecki Okręg Autonomiczny · Nieniecki Okręg Autonomiczny | [ 5 ]  |
| Serbia                            | prowincja autonomiczna                                           | · Wojwodina | [ 16 ] |
| Serbia                            | земља непризната Państwo nieuznawane                             | Kosowo |        |
| Tadżykistan                       | viloyat mukhtor okręg autonomiczny                               | Górski Badachszan | [ 17 ] |
| Tanzania                          |                                                                  | (Zanzibar) | [ 19 ] |
| Ukraina                           | Автономна Республіка avtonomna respublika republika autonomiczna | Autonomiczna Republika Krymu | [ 5 ]  |
| Uzbekistan                        | respublika republika                                             | Karakałpacja |        |
| Wielka Brytania                   | constituent country kraj historyczny                             | Irlandia Północna · Szkocja · Walia | [ 5 ]  |
| Włochy                            | regione autonoma region autonomiczny                             | Friuli-Wenecja Julijska · Sardynia · Sycylia · Trydent-Górna Adyga · Dolina Aosty | [ 5 ]  |
| Wyspy Świętego Tomasza i Książęca | concelho prowincja                                               | (Wyspa Książęca) |        |